# ذا هو
ذا هو (بالإنجليزية: The Who)‏ فرقة روك إنجليزية تشكلت في 1964 من قبل روجر دالتري (المغني الرئيسي، هارمونيكا، وغيتار)، بيت تاونسند (مغني، عازف بيانو وغيتار)، جون إنتويسل (غيتار بيس وغناء) وكيث مون (عازف الطبول) التي بدأت عرض أغانيها في لندن موطنها الأصلي ثم انتشرت اغانيهم في العالم وواحدة من فرق الروك البريطانية الرائدة إلى جانب البيتلز ورولينج ستونز وإريك كلابتون، أصبحت الفرقة معروفة لأداء العروض الحية الصاخبة التي تضمنت في كثير من الأحيان تدمير الآلات الموسيقية. باعت الفرقة حوالي 100 مليون تسجيل.

## روابط خارجية
- ذا هو على موقع IMDb (الإنجليزية)
- ذا هو على موقع الموسوعة البريطانية (الإنجليزية)
- ذا هو على موقع ميوزك برينز (الإنجليزية)
- ذا هو على موقع رولينغ ستون (الإنجليزية)
- ذا هو على موقع أول ميوزيك (الإنجليزية)
- ذا هو على موقع ديسكوغز (الإنجليزية)
- ذا هو على موقع ديسكوغز (الإنجليزية)